# Crambus hamella
Crambus hamella — вид лускокрилих комах родини вогнівок-трав'янок (Crambidae).

## Поширення
Вид поширений в Європі (крім Піренейського та Балканського півостровів), Північно-Східній Азії (Далекий Схід Росії, Японія) та Північній Америці. Присутній у фауні України.

## Опис
Розмах крил 18-23 мм.

## Спосіб життя
Метелики літають з червня по серпень. Личинки живляться листям різних трав.

## Підвиди
- Crambus hamella hamella (Євразія)
- Crambus hamella carpenterellus Packard, 1874 (Північна Америка)